# Erik Janža
Erik Janža (Muraszombat, 1993. június 21. –) szlovén válogatott labdarúgó, a lengyel Górnik Zabrze középpályása és csapatkapitánya.

## Pályafutása

### Klubcsapatokban
Janža a szlovéniai Muraszombat városában született. Az ifjúsági pályafutását a Puconci csapatában kezdte, majd 2007-ben a Mura 05 akadémiájánál folytatta.
2010-ben mutatkozott be a Mura 05 első osztályban szereplő felnőtt csapatában. 2013-ban a Domžale, majd 2015-ben a Maribor szerződtette. 2017-ben a cseh Viktoria Plzeňhez igazolt. A 2017–18-as szezonban a Páfosz csapatánál szerepelt kölcsönben. 2018-ban a horvát Osijekhez csatlakozott. 2018. augusztus 12-én, a Istra 1961 ellen 3–0-ra megnyert bajnokin debütált.
2019. július 1-jén ötéves szerzősét kötött a lengyel első osztályban érdekelt Górnik Zabrze együttesével. Először a 2019. július 22-ei, Wisła Płock ellen 1–1-es döntetlennel zárult mérkőzésen lépett pályára. Első gólját 2021. november 21-én, a Legia Warszawa ellen hazai pályán 3–2-re megnyert találkozón szerezte meg.

### A válogatottban
Janža az U15-östől az U21-esig szinte minden korosztályú válogatottban képviselte Szlovéniát.
2014-ben debütált a felnőtt válogatottban. Először a 2014. november 18-ai, Kolumbia ellen 1–0-ra elvesztett barátságos mérkőzésen lépett pályára.

## Statisztikák
2023. május 27. szerint
| Klub                | Szezon   | Osztály                | Bajnokság | Bajnokság | Kupa  | Kupa | Nemzetközi | Nemzetközi | Összesen | Összesen |
| Klub                | Szezon   | Osztály                | Meccs     | Gól       | Meccs | Gól  | Meccs      | Gól        | Meccs    | Gól      |
| ------------------- | -------- | ---------------------- | --------- | --------- | ----- | ---- | ---------- | ---------- | -------- | -------- |
| Viktoria Plzeň      | 2016–17  | 1. Liga                | 3         | 0         | 0     | 0    | —          | —          | 3        | 0        |
| Páfosz (kölcsönben) | 2017–18  | Cypriot First Division | 34        | 2         | 3     | 1    | —          | —          | 37       | 3        |
| Osijek              | 2018–19  | 1. HNL                 | 19        | 0         | 0     | 0    | —          | —          | 19       | 0        |
| Górnik Zabrze       | 2019–20  | Ekstraklasa            | 36        | 0         | 0     | 0    | —          | —          | 36       | 0        |
| Górnik Zabrze       | 2020–21  | Ekstraklasa            | 28        | 0         | 2     | 0    | —          | —          | 30       | 0        |
| Górnik Zabrze       | 2021–22  | Ekstraklasa            | 32        | 1         | 2     | 0    | —          | —          | 34       | 1        |
| Górnik Zabrze       | 2022–23  | Ekstraklasa            | 32        | 2         | 3     | 0    | —          | —          | 35       | 2        |
| Górnik Zabrze       | Összesen | Összesen               | 128       | 3         | 7     | 0    | 0          | 0          | 135      | 3        |
| Összesen            | Összesen | Összesen               | 184       | 5         | 10    | 1    | 0          | 0          | 194      | 6        |

### A válogatottban
| Válogatott | Év       | Pályára lépés | Gól |
| ---------- | -------- | ------------- | --- |
| Szlovénia  | 2014     | 1             | 0   |
| Szlovénia  | 2023     | 6             | 2   |
| Szlovénia  | 2024     | 12            | 1   |
| Szlovénia  | 2025     | 2             | 0   |
| Összesen   | Összesen | 21            | 3   |

#### Góljai a válogatottban
| # | Időpont            | Helyszín                              | Ellenfél   | Gólok | Eredmény | Kiírás               |
| - | ------------------ | ------------------------------------- | ---------- | ----- | -------- | -------------------- |
| 1 | 2023. október 14.  | Stožice Stadion, Ljubljana, Szlovénia | Finnország | 3–0   | 3–0      | 2024-es EB-selejtező |
| 2 | 2023. november 17. | Parken Stadion, Koppenhága, Dánia     | Dánia      | 1–1   | 1–2      | 2024-es EB-selejtező |
| 3 | 2024. június 16.   | MHPArena, Stuttgart, Németország      | Dánia      | 1–1   | 1–1      | 2024-es EB           |

## Sikerei, díjai
Maribor
- Prva Liga
  - Bajnok (1): 2014–15
  - Ezüstérmes (1): 2015–16

- Szlovén Kupa
  - Győztes (1): 2015–16

- Szlovén Szuperkupa
  - Döntős (1): 2015–16

Viktoria Plzeň
- 1. Liga
  - Ezüstérmes (1): 2016–17